# Robert Hirsch (acteur)
Pour les articles homonymes, voir Robert Hirsch et Hirsch.
Paul Robert Hirsch, dit Robert Hirsch, est un acteur français, sociétaire honoraire de la Comédie-Française, né le 26 juillet 1925 à L'Isle-Adam et mort le 16 novembre 2017 à Paris 13e.
Pendant plusieurs décennies, il est sans discontinuité l'un des acteurs du théâtre français les plus reconnus.

## Biographie
Né dans une famille juive, le jeune Robert se passionne d'abord pour le cinéma pendant les années 1930, grâce à son père qui possède une salle de cinéma, l'Apollo. Il a alors pour idole Bette Davis au point de déclarer plus tard qu'il a appris le métier de comédien en la regardant. Pendant la guerre, réfugié avec sa famille à Montmorillon (Vienne), il fait la connaissance de deux danseuses qui faisaient de la barre classique et lui ont fait connaître la danse. Puis il prend des cours de danse à Paris et est reçu au corps de ballet de l'Opéra tout en suivant aussi des cours de théâtre. Mais, alors qu'il devait intégrer l'opéra de Paris en tant que quadrille, il y renonce car le chorégraphe Serge Lifar, qu'il admirait, n'y donne alors plus de cours. Sur le conseil de ses amis, il opte alors pour le théâtre, et entre au Conservatoire national d'art dramatique. Il en sort en 1948 avec deux premiers prix de comédie obtenus à l'unanimité qui lui ouvrent les portes de la Comédie-Française dont il devient sociétaire en 1952.
Son rôle d'Arlequin dans La Double Inconstance de Marivaux (aux côtés de Micheline Boudet dans une mise en scène de Jacques Charon) le révèle au grand public. Elsa Triolet lui rend un bel hommage : « Robert Hirsch  [...] est étonnant de gaîté, d’humanité, de gentillesse. Les répliques de Marivaux semblent naître directement dans sa bouche, être de lui ». Dans Le Sexe faible d’Édouard Bourdet, Hirsch fait du gigolo Carlos une étonnante création. Jean-Jacques Gautier s’enthousiasme à propos de son jeu : « Robert Hirsch, le cheveu sombre et luisant, le regard charbonneux, la denture éblouissante, l’accent savoureux, multiplia les mimiques d’une incroyable drôlerie. Impossible de résister à ses fureurs bouffonnes, non plus qu’à sa gesticulation frénétique. Il se dégage du personnage de Carlos interprété par M. Hirsch une stupéfiante, une énorme drôlerie ». Il garde de sa formation initiale de danseur une grande agilité physique qui contribue à sa virtuosité sur scène.
Très à l'aise dans les rôles comiques — il se qualifie lui-même de « roi des cabotins » —, spécialiste de la mimique et du déguisement, Robert Hirsch remporte de grands succès en jouant des personnages comme Scapin dans les Fourberies de Scapin, Sosie dans Amphitryon de Molière ou encore compose en 1961 l'inénarrable Bouzin dans Un fil à la patte de Feydeau mis en scène par Jacques Charon. Mais il s'illustre également dans la tragédie, qu'il aborde en interprétant le rôle de Néron du Britannicus de Racine, mis en scène par Michel Vitold. Pendant les administrations de Maurice Escande puis de Pierre Dux, Hirsch interprète également La Soif et la Faim d'Eugène Ionesco, Arturo Ui au TNP, où il reprend le rôle créé par Vilar, George Dandin, Becket (Anouilh), Richard III, ...
Craignant de s'ennuyer à la Comédie-Française, il quitte début 1974 l'institution dont il est aussitôt nommé sociétaire honoraire, non sans y avoir incarné un dernier Tartuffe mémorable.
Interprète des plus grands rôles du répertoire classique, notamment à la Comédie-Française, Robert Hirsch a aussi participé à des créations d'auteurs vivants, comme Eugène Ionesco en 1966 ou Florian Zeller en 2012 et 2016. Après son départ de la Comédie-française, il se produit également dans le théâtre de boulevard.
Grande vedette sur les planches, où il est particulièrement populaire auprès du public, il ne connaît pas, sur la durée, le même succès au cinéma. On le voit d'abord dans de multiples seconds rôles chez des cinéastes comme Sacha Guitry, Jean Delannoy, Marc Allégret ou Henri Decoin puis, dans les années 1960, il tient la vedette de plusieurs comédies qui remportent un succès au box-office : Monnaie de singe d'Yves Robert, Martin soldat de Michel Deville et Pas question le samedi d'Alex Joffé, sorti en 1964, qui lui permet de cimenter sa réputation d'acteur protéiforme en interprétant treize personnages différents. Toutes folles de lui, de Norbert Carbonnaux, est par contre un semi-échec. L'année suivante, toujours dirigé par Alex Joffé, il partage avec Bourvil la vedette du film Les Cracks, qui connaît un bon accueil public. Mais ses films suivants, Appelez-moi Mathilde, où il donne la réplique à Jacqueline Maillan, puis Chobizenesse, de et avec Jean Yanne, sont des échecs commerciaux. Par la suite, les apparitions au cinéma de Robert Hirsch se raréfient et il est absent des écrans pendant presque toutes les années 1980 : à la fin de la décennie, sa prestation dans Hiver 54, l'abbé Pierre lui vaut cependant le César du meilleur acteur dans un second rôle, seule récompense de sa carrière au cinéma,.
Couronné en 1992 d'un Molière d'honneur pour l'ensemble de sa carrière, il reste actif jusqu'au bout, refusant l'idée même de prendre sa retraite. Il remporte encore un très grand succès au début des années 2010 avec la pièce Le Père de Florian Zeller, pour laquelle il obtient le Molière du comédien dans un spectacle de théâtre privé et qu'il interprète pendant presque trois ans. Il tient son dernier rôle au théâtre en 2016 dans une autre pièce de Florian Zeller, Avant de s'envoler, que l'auteur avait écrite spécialement pour lui.
Début 2011, victime d'un AVC alors qu'il joue à Nice dans le Gardien, il est opéré à cœur ouvert à Monte-Carlo pour un triple pontage.
Il meurt dans le 13e arrondissement de Paris le 16 novembre 2017 à l’âge de 92 ans, des conséquences d'une chute accidentelle survenue deux jours auparavant.
Il est inhumé dans le cimetière de Bouère, en Mayenne.
Robert Hirsch fut de longues années le compagnon de Jacques Charon.

## Théâtre

### Comédie-Française
- Engagé le 1er septembre 1948
- Sociétaire le 1er janvier 1952
- 420e sociétaire
- Départ le 28 février 1974
- Sociétaire honoraire le 1er mars 1974
- Rôles :

1. Un Alguazil, Ruy Blas, Victor Hugo, mise en scène Pierre Dux, 2 novembre 1948
2. Joseph, Le Voyage de monsieur Perrichon, Eugène Labiche et Édouard Martin, mise en scène Jean Meyer, 1948
3. l'Apothicaire, Monsieur de Pourceaugnac, Molière, mise en scène Jean Meyer, 22 novembre 1948
4. Pedrolino (personnage du ballet), Monsieur de Pourceaugnac, Molière, mise en scène Jean Meyer, 22 novembre 1948
5. un apothicaire, Le Malade imaginaire, Molière, 28 novembre 1948
6. Pédrille, Le Mariage de Figaro, Beaumarchais, mise en scène Jean Meyer, 13 janvier 1949
7. Arlequin, Le Prince travesti, Marivaux, mise en scène Jean Debucourt, 4 février 1949
8. Bob Laroche, Les Temps difficiles, Édouard Bourdet, mise en scène Pierre Dux, 26 février 1949
9. Jodelet, Les Précieuses ridicules, Molière, mise en scène Robert Manuel, 23 mars 1949
10. le Chinois, Le Soulier de satin, Paul Claudel, mise en scène Jean-Louis Barrault, 24 avril 1949
11. Mascarille, Les Précieuses ridicules, Molière, mise en scène Robert Manuel, 5 mai 1949
12. Bellerose, Cyrano de Bergerac, Edmond Rostand, mise en scène Pierre Dux, 4 mai 1949
13. William Touret, Le Roi, Gaston Arman de Caillavet, Robert de Flers et Emmanuel Arène, mise en scène Jacques Charon, 10 mai 1949
14. Blond, Le Roi, Gaston Arman de Caillavet, Robert de Flers et Emmanuel Arène, mise en scène Jacques Charon, 19 mai 1949
15. Lycaste, Le Mariage forcé, Molière, mise en scène Robert Manuel, 12 octobre 1949
16. Troisième quidam, Jeanne la Folle, François Aman-Jean, mise en scène Jean Meyer, 26 octobre 1949
17. 7e Cadet, Cyrano de Bergerac, Edmond Rostand, mise en scène Pierre Dux, 8 février 1950
18. l’Éveillé, Le Barbier de Séville, Beaumarchais, 1949
19. Arlequin, Les Fausses Confidences, Marivaux, mise en scène Maurice Escande, 28 février 1950
20. Catalinon, L'Homme de cendres, André Obey, mise en scène Pierre Dux, 13 avril 1950
21. Valentin le Barroyer, La Belle Aventure, Gaston Arman de Caillavet, Robert de Flers et Étienne Rey, mise en scène Jean Debucourt, 9 mai 1950
22. Frontin, Les Sincères, Marivaux, mise en scène Véra Korène, 11 septembre 1950
23. Arlequin, La Double Inconstance, Marivaux, mise en scène Jacques Charon, 19 septembre 1950
24. Capet, Le Président Haudecœur, Roger Ferdinand, mise en scène Louis Seigner, 5 octobre 1950
25. Antolycus, Le Conte d'hiver, Shakespeare, mise en scène Julien Bertheau, 15 novembre 1950
26. Rédillon, Le Dindon, Georges Feydeau, mise en scène Jean Meyer, 3 mars 1951
27. le Maître de musique, Le Bourgeois gentilhomme, Molière, mise en scène Jean Meyer, 14 juin 1951 à Strasbourg, 3 juillet 1951 à Paris
28. Monsieur Robert, Le Médecin malgré lui, Molière, à Zurich, 30 juin 1951
29. Gabriel, Le Veau gras, Bernard Zimmer, mise en scène Julien Bertheau, 24 octobre 1951
30. Pierre de Touche, Comme il vous plaira, Shakespeare, mise en scène Jacques Charon, 6 décembre 1951
31. le Maître à danser, Le Bourgeois gentilhomme, Molière, mise en scène Jean Meyer, 11 février 1952
32. l'Infant de Navarre, La Reine morte, Henry de Montherlant, mise en scène Pierre Dux, 13 juin 1952 à São Paulo
33. Pierrot, Dom Juan ou le Festin de pierre, Molière, mise en scène Jean Meyer, 5 novembre 1952
34. Sylvestre, Les Fourberies de Scapin, Molière, mise en scène Jean Meyer, 5 novembre 1952
35. le sacristain Diego, Le Curé espagnol, adaptation de Roger Ferdinand d'après Fletcher et Philip Massinger, mise en scène Jean Meyer, 20 décembre 1953
36. Clitidas, Les Amants magnifiques, Molière, mise en scène Jean Meyer, 20 octobre 1954
37. Robert Cécil, Elizabeth la femme sans homme, André Josset, mise en scène Henri Rollan, 11 mai 1955
38. Macroton, L'Amour médecin, Molière, mise en scène Jean Meyer, 15 janvier 1956
39. Pascal et Maxime, La Machine à écrire, Jean Cocteau, mise en scène Jean Meyer, 16 mars à Bruxelles, 21 mars 1956 à Paris
40. Amédée, Amédée et les messieurs en rang, Jules Romains, mise en scène Jean Meyer, 24 octobre 1956
41. Scapin, Les Fourberies de Scapin, Molière, mise en scène Jacques Charon, 8 novembre 1956
42. Premier marquis, L'Impromptu, Marcel Achard, 9 mars 1957, château de Groussay
43. Carlos, Le Sexe faible, Édouard Bourdet, mise en scène Jean Meyer, 12 octobre 1957
44. Sosie, Amphitryon, Molière, mise en scène Jean Meyer, 18 novembre 1957
45. Denis, Un homme comme les autres, Armand Salacrou, mise en scène Jacques Dumesnil, 8 octobre 1958
46. Eusèbe Potasse, Les Trente Millions de Gladiator, Eugène Labiche et Philippe Gille, mise en scène Jean Meyer, 8 novembre 1958
47. Jules Bouquet, Le Bouquet, Henri Meilhac et Ludovic Halévy, mise en scène Jean Meyer, 1959
48. Tchong-Li, Le Voyage de Tchong-Li, Sacha Guitry, mise en scène Jean Meyer, 1959
49. le Jardinier, Électre, Jean Giraudoux, mise en scène Pierre Dux, 28 octobre 1959
50. Néron, Britannicus, Jean Racine, mise en scène Michel Vitold, 13 janvier 1961 = 51 fois
51. Bouzin, Un fil à la patte, Georges Feydeau, mise en scène Jacques Charon, 10 décembre 1961
52. Molière, L'Impromptu du Palais-Royal, Jean Cocteau, mai 1962 en tournée au Japon
53. Scapin, La Troupe du Roy, d'après Molière, texte et mise en scène Paul-Émile Deiber, 1962
54. Raskolnikov, Crime et Châtiment, Fiodor Dostoïevski - Gabriel Arout, mise en scène Michel Vitold, 1963
55. Jean, La Soif et la Faim, Eugène Ionesco, mise en scène Jean-Marie Serreau, 27 février 1966
56. Tartuffe, Tartuffe, Molière, mise en scène Jacques Charon, 14 décembre 1968
57. George Dandin, George Dandin, Molière, mise en scène Jean-Paul Roussillon, 1970
58. Moron, La Princesse d'Élide, Molière, 30 janvier 1970 (télévision)
59. le roi Henri II d'Angleterre, Becket ou l'Honneur de Dieu, Jean Anouilh, mise en scène Jean Anouilh et Roland Piétri, 27 septembre 1971
60. Richard III, Richard III, William Shakespeare - Jean-Louis Curtis, 27 mars 1972
61. Tartuffe, La Troupe du Roy, d'après Molière, texte et mise en scène Paul-Émile Deiber, 1972
62. Le Maître de philosophie, Le Bourgeois gentilhomme, Molière, mise en scène Jean-Louis Barrault, 1972
63. Le Molière imaginaire, ballet-comédie de Maurice Béjart, mise en scène Maurice Béjart, 1976

### Hors Comédie-Française
- 1945 : La Mégère apprivoisée de William Shakespeare, mise en scène Gaston Baty, Théâtre Montparnasse
- 1947 : Un amour comme le nôtre de Guy Verdot, Poche Montparnasse
- 1948 : La Mort de Danton de Georg Büchner, mise en scène Jean Vilar, Festival d'Avignon
- 1948 : La Tragédie du roi Richard II de Shakespeare, mise en scène Jean Vilar, Festival d'Avignon
- 1948 : Shéhérazade de Jules Supervielle, mise en scène Jean Vilar, Festival d'Avignon, Théâtre Édouard VII
- 1969 : La Résistible Ascension d'Arturo Ui de Bertolt Brecht, mise en scène Georges Wilson, TNP
- 1974 : Monsieur Amilcar d'Yves Jamiaque, mise en scène Jacques Charon, Théâtre des Bouffes-Parisiens
- 1975 : L'Abîme et La Visite de Victor Haïm, mise en scène Jean-François Adam, Théâtre de la Gaîté-Montparnasse
- 1977 : Le Misanthrope de Molière, mise en scène Jean-Paul Roussillon, Théâtre des Célestins, tournée Karsenty-Herbert
- 1978 : Les Papas naissent dans les armoires de Giulio Scarnicci et Renzo Tarabusi, mise en scène Gérard Vergez, Théâtre de la Michodière
- 1979 : Le Piège d'Ira Levin, mise en scène Riggs O'Hara, Théâtre Édouard VII
- 1980 : Deburau de Sacha Guitry, mise en scène Jacques Rosny, Théâtre Édouard VII
- 1982 : Deburau de Sacha Guitry, mise en scène Jacques Rosny, Théâtre des Célestins
- 1983 : Chacun sa vérité de Luigi Pirandello, mise en scène François Périer, Comédie des Champs-Élysées
- 1986 : Les Dégourdis de la 11e de Jacques Rosny, d'après André Mouezy-Eon et Daveillans, mise en scène Jacques Rosny, Théâtre des Variétés - Colonel Touplard
- 1986 : Mon Faust de Paul Valéry, mise en scène Pierre Franck, Théâtre du Rond-Point
- 1990 : Moi, Feuerbach de Tancrède Dorst, mise en scène Stephan Meldegg, Théâtre La Bruyère
- 1992 : Le Misanthrope de Molière, mise en scène Francis Huster, Théâtre Marigny - Oronte
- 1993 : Une folie de Sacha Guitry, mise en scène Jacques Échantillon, Théâtre du Palais-Royal
- 1997 : En attendant Godot de Samuel Beckett, mise en scène Patrice Kerbrat, Théâtre du Rond-Point- Pozzo
- 1998 : Le Bel Air de Londres de Dion Boucicault, mise en scène Adrian Brine, Théâtre de la Porte-Saint-Martin - Sir Harcourt Courtly
- 2002 : Sarah de John Murrell, mise en scène Bernard Murat, avec Fanny Ardant (puis Anny Duperey), Théâtre Édouard VII - Georges Pitou
- 2006 : Le Gardien d'Harold Pinter, mise en scène Didier Long, Théâtre de l'Œuvre, Théâtre de Paris en 2007- Davies
- 2009 : La serva amorosa de Carlo Goldoni, mise en scène Christophe Lidon, Théâtre Hébertot
- 2010 : La serva amorosa de Carlo Goldoni, mise en scène Christophe Lidon, Théâtre du Gymnase, tournée
- 2011 : La serva amorosa de Carlo Goldoni, mise en scène Christophe Lidon, Théâtre national de Nice, tournée
- 2012 - 2013 - 2014 - 2015 : Le Père de Florian Zeller, mise en scène Ladislas Chollat, Théâtre Hébertot, Comédie des Champs-Élysées
- 2016 : Avant de s'envoler de Florian Zeller, mise en scène Ladislas Chollat, théâtre de l'Œuvre

## Filmographie

### Cinéma
- 1951 : Le Dindon de Claude Barma : M. Rédillon
- 1954 : Si Versailles m'était conté de Sacha Guitry : le duc de Charmeroy
- 1954 : Les Intrigantes d'Henri Decoin : Pakévitch, le metteur en scène
- 1954 : Votre dévoué Blake de Jean Laviron
- 1956 : Notre-Dame de Paris de Jean Delannoy : Pierre Gringoire
- 1956 : En effeuillant la marguerite de Marc Allégret : Roger Vital, le photographe du journal
- 1958 : La Bigorne, caporal de France de Robert Darène : Boisrose
- 1958 : Mimi Pinson de Robert Darène : Jean-Loup
- 1959 : Maigret et l'Affaire Saint-Fiacre de Jean Delannoy : Lucien Sabatier, le secrétaire de la comtesse de Saint-Fiacre
- 1959 : 125, rue Montmartre de Gilles Grangier : l'homme qui se fait passer pour Didier Barracher
- 1962 : Adieu Philippine de Jacques Rozier : le comédien de l'émission de télévision
- 1964 : Pas question le samedi d'Alex Joffé
- 1965 : Monnaie de singe d'Yves Robert : Fulbert Taupin
- 1966 : Martin soldat de Michel Deville : Martin
- 1967 : Toutes folles de lui de Norbert Carbonnaux : Mathieu Gossin
- 1968 : Les Cracks d'Alex Joffé : Maître Charles Mulot, huissier de justice
- 1969 : Appelez-moi Mathilde de Pierre Mondy : Hubert de Pifre, l'officier
- 1973 : Traitement de choc d'Alain Jessua : Gérôme
- 1975 : Chobizenesse de Jean Yanne : Jean-Sébastien Bloch
- 1983 : La Crime de Philippe Labro : Avram Kazavian
- 1990 : Hiver 54, l'abbé Pierre de Denis Amar : Raoul
- 1995 : Mon homme de Bertrand Blier : M. Hervé
- 2001 : Mortel transfert de Jean-Jacques Beineix : Armand Zlibovic
- 2002 : Une affaire privée de Guillaume Nicloux : le vieil homme
- 2015 : L'Antiquaire de François Margolin : Weinstein

### Télévision
- 1955 : Le Réveillon de Marcel Bluwal
- 1956 : La Machine à écrire de Jean Meyer : Maxime
- 1956 : La Belle Hélène de Jacques Offenbach : Oreste
- 1959 : Les Trois Mousquetaires de Claude Barma : Planchet
- 1959 : L'homme qui se donnait la comédie de François Chatel : Dan
- 1960 : Montserrat de Stellio Lorenzi : le comédien
- 1962 : La Nuit des rois de William Shakespeare, réalisation Claude Barma : Feste
- 1963 : Teuf-Teuf de Georges Folgoas
- 1970 : La Princesse d'Elide de Jeannette Hubert
- 1970 : Au théâtre ce soir : Un fil à la patte de Georges Feydeau, mise en scène Jacques Charon, réalisation Pierre Sabbagh, théâtre Marigny (spectacle de la Comédie-Française) : Bouzin
- 1972 : Kean, un roi de théâtre de Marcel Moussy : Kean
- 1973 : George Dandin ou le Mari confondu de Molière, réalisation Jean Dewever : Georges Dandin
- 1973 : La troupe du roy / une soirée Molière de Claude Barma
- 1975 : Tartuffe de Molière, réalisation Pierre Badel : Tartuffe
- 1975 : Trente ans ou la vie d'un joueur de Marcel Moussy : Georges de Germany
- 1975 : Le Docteur noir de Gérard Vergez : Fabien
- 1976 : Robert Macaire de Georges Neveux, d'après Saint-Amand et Benjamin Antier, réalisation Roger Kahane, avec Geneviève Fontanel, Pierre Doris : Robert Macaire
- 1976 : Don César de Bazan de Jean-Pierre Marchand : Don César de Bazan
- 1979 : Les papas naissent dans les armoires de Gérard Vergez : Lotario Curatolo
- 1982 : Deburau de Sacha Guitry, réalisation Jean Prat : Debureau
- 1987 : Chacun sa vérité de Jean-Daniel Verhaeghe : M. Ponza
- 2003 : Sarah de John Murrell, adaptation Éric-Emmanuel Schmitt, mise en scène Bernard Murat, réalisation Yves Di Tullio : Georges Pitou
- 2004 : Volpone de Ben Jonson, adaptation Éric-Emmanuel Schmitt, réalisation Frédéric Auburtin : Secco
- 2010 : Manon Lescaut de Gabriel Aghion : Girardin de Matois
- 2011 : Chez Maupassant : Mon oncle Sosthène de Gérard Jourd'hui : le Père Lizet
- 2011 : Le Grand Restaurant II de Gérard Pullicino : Fernand
- 2014 : Le Père de Florian Zeller, mise en scène Ladislas Chollat, réalisation Christophe Charrier : André

## Discographie
- Pierre et le Loup (narration)

## Distinctions

### Récompenses
- Prix du Syndicat de la critique 1972 : meilleur comédien pour Richard III
- César 1990 : César du meilleur acteur dans un second rôle pour Hiver 54, l'abbé Pierre
- Prix du Brigadier 1992 : Brigadier d'honneur pour l'ensemble de sa carrière
- Molières 1992 : Molière du comédien dans un second rôle pour Le Misanthrope
- Molières 1992 : Molière d'honneur pour l'ensemble de sa carrière
- Molières 1997 : Molière du comédien dans un second rôle pour En attendant Godot
- Molières 1999 : Molière du comédien pour Le Bel Air de Londres
- Molières 2007 : Molière du comédien pour Le Gardien
- Palmarès du théâtre 2013 : prix d'honneur
- Molières 2014 : Molière du comédien dans un spectacle de théâtre privé pour Le Père

### Décoration
- Commandeur de l'ordre des Arts et des Lettres le 5 décembre 2006.